# Ceux qui rêvent
Ceux qui rêvent  est un roman uchronique de littérature d'enfance et de jeunesse écrit par Pierre Bordage et paru en 2010 aux éditions Flammarion dans la collection Ukronie. Il est le deuxième volet de la trilogie Jean et Clara, précédé par Ceux qui sauront et suivi par Ceux qui osent.

## Résumé
Après le Noël de Sang de 2008, Jean et Clara vivent dans une ancienne cave romaine transformée en maison souterraine par un ami de Jean rencontré dans le premier volet. Clara se fait enlever par son père qui voulait la marier à un homme de Nouvelle-France. Jean effectue un long périple en mer et arrive aux États-Unis.
Élan Gris, un Lakota, doit suivre le chemin de sa vision, malgré les obstacles. Ils ont tout de même tous le même objectif : aller en Arcanecout.

## Personnages
- Jean : un adolescent prêt à aller jusqu'en Amérique pour sauver Clara ;
- Clara : une adolescente enlevée par son père pour la marier à Mr Maxandeau, un riche de Nouvelle-France ;
- Élan Gris : un Lakota qui doit suivre le chemin de sa vision. Il aime Nadia ;
- Nadia : une jeune fille orthodoxe ; elle a même quitté sa religion pour Élan Gris ;
- Elmana : une jeune esclave noire au service de Clara ;
- Mizzipi : un vieux guitariste noir, ami d'Elmana.